# Port szeregowy

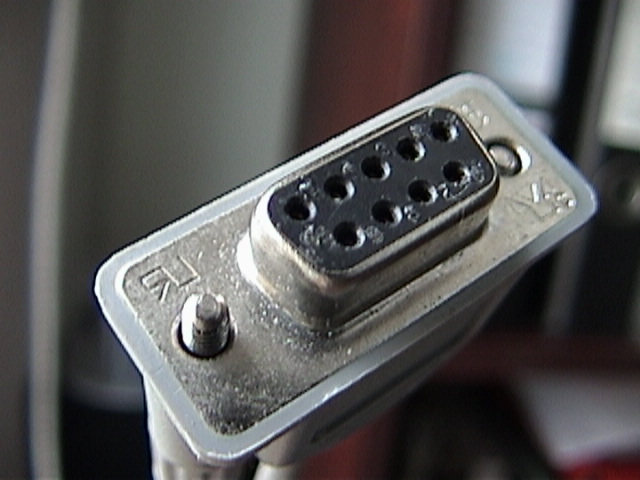
Wtyczka 9-pinowego portu szeregowego RS-232

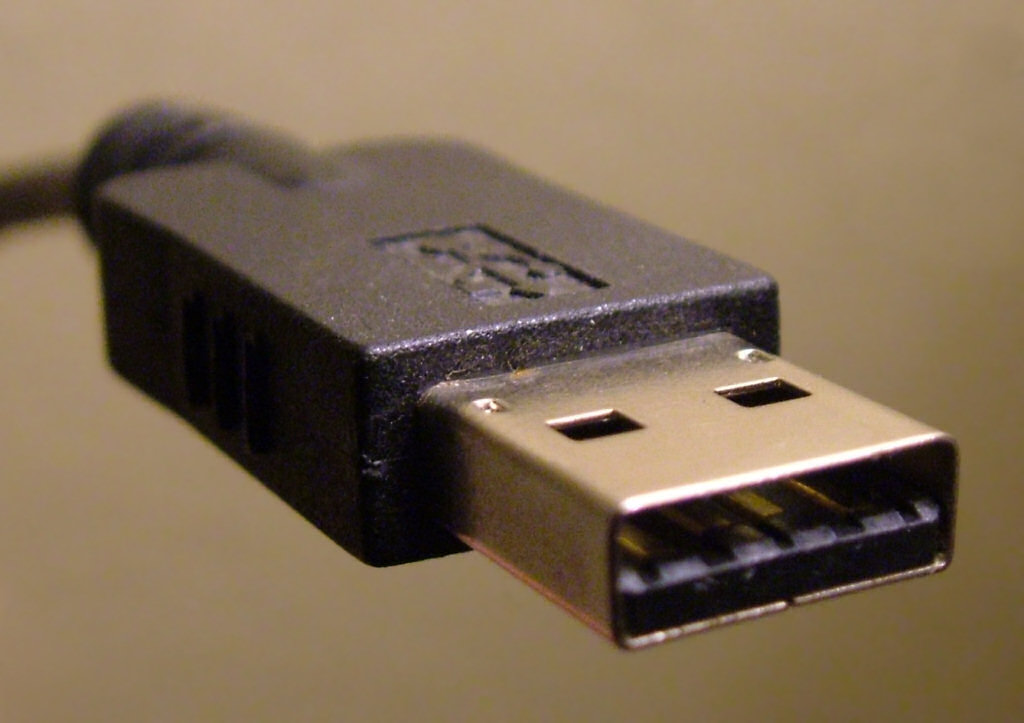
Wtyczka portu szeregowego USB

Port szeregowy – port komputerowy, przez który dane są przekazywane w formie jednego ciągu bitów. Port ten jest zwykle zaopatrzony w specjalny układ (tak zwany uniwersalny asynchroniczny nadajnik-odbiornik), który tłumaczy ciągi bitów na bajty i na odwrót.
Komputery osobiste mają zwykle kilka portów szeregowych: jeden lub dwa porty RS-232, dwa złącza PS/2 i kilka portów USB. Komputery przenośne są także czasami wyposażone w port podczerwieni. Porty szeregowe w komputerze wykorzystuje się zwykle do podłączania „strumieniowych” urządzeń zewnętrznych (myszy, klawiatury, modemu, urządzeń pomiarowych). Ze względu na synchronizację prostszą niż w przypadku portu równoległego porty szeregowe w praktyce osiągają większe przepustowości. Teoretyczna przepustowość portów równoległych jest większa, ponieważ nie istnieje ograniczenie ilości równolegle wykorzystywanych linii sygnałowych.
Port szeregowy jest często błędnie utożsamiany z magistralą RS-232, gdyż komputery PC początkowo posiadały zewnętrzne porty szeregowe z RS-232.